# Georgeville (Louisiane)
Pour les articles homonymes, voir Georgeville.
Georgeville est une communauté non incorporée de la Paroisse de Livingston en Louisiane.